# قطعنامه ۱۹۸۴ شورای امنیت
قطعنامه ۱۹۸۴ شورای امنیت سازمان ملل متحد که در تاریخ ۰۹ ژوئن ۲۰۱۱ تصویب شد، سندی بین‌المللی دربارهٔ عدم گسترش جنگ‌افزار هسته‌ای ایران است. این قطعنامه طی نشست ۶۵۵۲ام با ۱۴ رأی موافق، ۰ مخالف و ۱ ممتنع تصویب شد.